# 梁海明
梁海明（英語：Leung Hai-Ming, Raymond，1954年—），香港企業家，祖籍廣東省開平，擁有多會名銜、職位。其妻是前任香港立法會議員蔣麗芸。

## 學歷
- 加拿大多倫多大學建築管理學士
- 加拿大多倫多大學建築管理碩士
- 中國人民大學法學碩士
- 香港中文大學訊息工程學哲學博士

## 專業
- 英國土木工程師協會資深會員
- 美國土木工程師學會資深會員
- 香港工程師學會資深會員
- 香港建築業協會資深會員及前會長
- 香港營造師學會資深會員及前會長
- 工程界社促會顧問
- 香港建造商會前理事
- 香港房地產協會監事
- 美國土木工程師學會大中華分會創會會長
- 仲良集團主席兼總裁
- 中國建築國際集團獨立董事
- 香港和解中心創會會長[2]
- 香港仲裁司學會仲裁員及前會長
- 香港國際仲裁中心仲裁員及調解員
- 中國貿仲,北仲,廣仲,武仲,深仲等仲裁員

## 其它
- 中國湖北省原政協委員
- 中華海外聯會理事
- 中華總商會常務會董
- 香港廣東社團總會永遠名譽顧問
- 新界鄉議局顧問
- 香港工商界同胞慶祝國慶籌備委員會 副公關主任
- 中國和平統一促進會理事
- 香港專業及資深行政人員協會創會會員

## 出版
- 《Hong Kong Mediation Handbook》
- 《China Arbitration Handbook》
- 《調解通鑒》
- 《調解實務與技巧》
- 《Asia Mediation Handbook》
- 《Where to, 點解》

## 外參考
1. ↑   的存檔，存档日期2008-05-24.
2. ↑  .   [2013-01-15]. （原始内容存档于2013-12-14）.

- 圓球裡的貴族遊記 梁海明 （页面存档备份，存于）